# Grégory Lemarchal
Grégory Lemarchal (* 13. Mai 1983 in La Tronche, Isère; † 30. April 2007 in Suresnes) war ein französischer Popsänger. Bekannt wurde er als Gewinner der Star Academy 4, der bekanntesten Castingshow Frankreichs.

## Leben
Grégory Lemarchal verbrachte seine Kindheit in der Nähe von Chambéry (Savoie). Als er 20 Monate alt war, stellte sich heraus, dass Grégory von einer Stoffwechselkrankheit, der Mukoviszidose, betroffen war. Mit zwölf Jahren gewann er den Meistertitel in Rock-Akrobatik. Im Sommer 2004 meldete er sich für die Castingshow Star Academy (4. Staffel) an und gewann als erster männlicher Teilnehmer.
Am 30. April 2007 erlag Lemarchal seiner Krankheit und wurde auf dem kleinen Friedhof von Sonnaz bei Chambéry beigesetzt.

## Leistungen
Sein erstes Album Je deviens moi wurde im April 2005 veröffentlicht. Der gleichnamige Titelsong, der nicht als Single herausgegeben wurde, ist eine Coverversion des Songs Liebe ist alles von Rosenstolz. Dieses Album stieg auf Platz 1 der französischen Charts ein und verkaufte sich bald mehr als 300.000 Mal. Seine erste Single Écris l’histoire wurde nach kurzer Zeit mit Platin ausgezeichnet. 
Vom 9. Mai bis 24. Juni 2006 begab er sich auf eine Tournee in Frankreich, Belgien und der Schweiz; sie wurde durch eine Blinddarmoperation unterbrochen. Seine dritte Single, Même si, ist ein Duett mit der neuseeländischen Sängerin Lucie Silvas. Im November 2006 folgte sein Live-Album Olympia 06, welches sich 125.000 mal verkaufte; Grégory Lemarchal benannte es nach der Veranstaltungshalle Olympia in Paris, wo er vier ausverkaufte Konzerte gegeben hatte.
Seinen letzten Song nahm er kurz vor seinem Tod auf. Zum Videodreh kam es allerdings nicht mehr. Trotzdem wurde der Song De temps en temps veröffentlicht. Das Video dazu besteht aus Ausschnitten seiner Karriere.
Am 23. Juni 2007 erschien das Album La voix d’un ange. Es entwickelte sich zu seinem kommerziell erfolgreichsten. Mit 600.000 abgesetzten Exemplaren war es eines der meistverkauften Alben im Jahr 2007. Die Hälfte der Erlöse geht an die von seinen Eltern gegründete Stiftung, welche den Kampf gegen Mukoviszidose unterstützt.

## Diskografie

### Alben
| Jahr | Titel                                 | Höchstplatzierung, Gesamtwochen, AuszeichnungChartplatzierungen (Jahr, Titel, Platzierungen, Wochen, Auszeichnungen, Anmerkungen) | Höchstplatzierung, Gesamtwochen, AuszeichnungChartplatzierungen (Jahr, Titel, Platzierungen, Wochen, Auszeichnungen, Anmerkungen) | Höchstplatzierung, Gesamtwochen, AuszeichnungChartplatzierungen (Jahr, Titel, Platzierungen, Wochen, Auszeichnungen, Anmerkungen) | Anmerkungen |
| Jahr | Titel                                 | FR | BEW | CH | Anmerkungen |
| ---- | ------------------------------------- | --- | --- | --- | ----------- |
| 2005 | Je deviens moi                        | FR1 ×2Doppelgold · (72 Wo.)FR | BEW2 Gold · (31 Wo.)BEW | CH20 (15 Wo.)CH |             |
| 2006 | Olympia 06                            | FR4 (48 Wo.)FR | BEW9 (36 Wo.)BEW | CH42 (4 Wo.)CH |             |
| 2007 | La voix d’un ange                     | FR1 (95 Wo.)FR | BEW1 Platin · (73 Wo.)BEW | CH6 Gold · (22 Wo.)CH |             |
| 2007 | Les pas d’un ange                     | FR14 (17 Wo.)FR | BEW6 (17 Wo.)BEW | — |             |
| 2009 | Grégory Lemarchal / La voix d’un ange | FR55 (13 Wo.)FR | — | — |             |
| 2012 | Cinq ans                              | FR9 (55 Wo.)FR | BEW4 Gold · (99 Wo.)BEW | — |             |
| 2016 | Rêves                                 | FR165 ×2Doppelplatin · (1 Wo.)FR                                                                                                  | BEW3 Gold · (32 Wo.)BEW | CH49 (6 Wo.)CH |             |
| 2020 | Pourquoi je vis                       | FR5 Gold · (14 Wo.)FR | BEW6 (11 Wo.)BEW | CH18 (3 Wo.)CH |             |

### Singles
| Jahr | Titel Album                                    | Höchstplatzierung, Gesamtwochen, AuszeichnungChartplatzierungen (Jahr, Titel, Album, Platzierungen, Wochen, Auszeichnungen, Anmerkungen) | Höchstplatzierung, Gesamtwochen, AuszeichnungChartplatzierungen (Jahr, Titel, Album, Platzierungen, Wochen, Auszeichnungen, Anmerkungen) | Höchstplatzierung, Gesamtwochen, AuszeichnungChartplatzierungen (Jahr, Titel, Album, Platzierungen, Wochen, Auszeichnungen, Anmerkungen) | Anmerkungen                   |
| Jahr | Titel Album                                    | FR | BEW | CH | Anmerkungen                   |
| ---- | ---------------------------------------------- | --- | --- | --- | ----------------------------- |
| 2005 | Écris l’histoire Je deviens moi                | FR2 Platin · (26 Wo.)FR | BEW2 (16 Wo.)BEW | CH18 (19 Wo.)CH |                               |
| 2005 | Je suis en vie Je deviens moi                  | FR17 (20 Wo.)FR | BEW12 (14 Wo.)BEW | CH40 (10 Wo.)CH |                               |
| 2005 | À corps perdu Je deviens moi                   | FR183 (1 Wo.)FR | — | — | Charteinstieg in FR erst 2017 |
| 2006 | Même si (What You’re Made Of) Olympia 06       | FR2 (20 Wo.)FR | BEW11 (15 Wo.)BEW | CH26 (13 Wo.)CH | mit Lucie Silvas              |
| 2007 | SOS d’un terrien en détresse La voix d’un ange | FR119 (4 Wo.)FR | — | CH28 (2 Wo.)CH | Charteinstieg in FR erst 2013 |
| 2007 | De temps en temps La voix d’un ange            | FR1 (34 Wo.)FR | BEW1 Gold · (20 Wo.)BEW | CH10 (12 Wo.)CH |                               |
| 2008 | Le lien La voix d’un ange                      | FR166 (1 Wo.)FR | — | CH23 (3 Wo.)CH | Charteinstieg in FR erst 2017 |
| 2008 | Restons amis La voix d’un ange                 | FR9 (30 Wo.)FR | — | CH29 (2 Wo.)CH |                               |